# Loth Loriën
El Loth Loriën es un bergantín-goleta de tres palos y 48 metros de eslora, de bandera holandesa. Tiene su registro en el puerto de Ámsterdam, aunque en su uso como yate de recreo y para pequeños cruceros por el mar del Norte y el Báltico suele partir del puerto de Kiel, en el que radica la empresa propietaria Van der Rest Sail Charter. Se le impuso el nombre que exhibe por el bosque de Lothlórien, una localización ficticia en la que tiene lugar parte de la acción de la novela El Señor de los Anillos, del escritor británico de literatura fantástica J. R. R. Tolkien.

## Historia

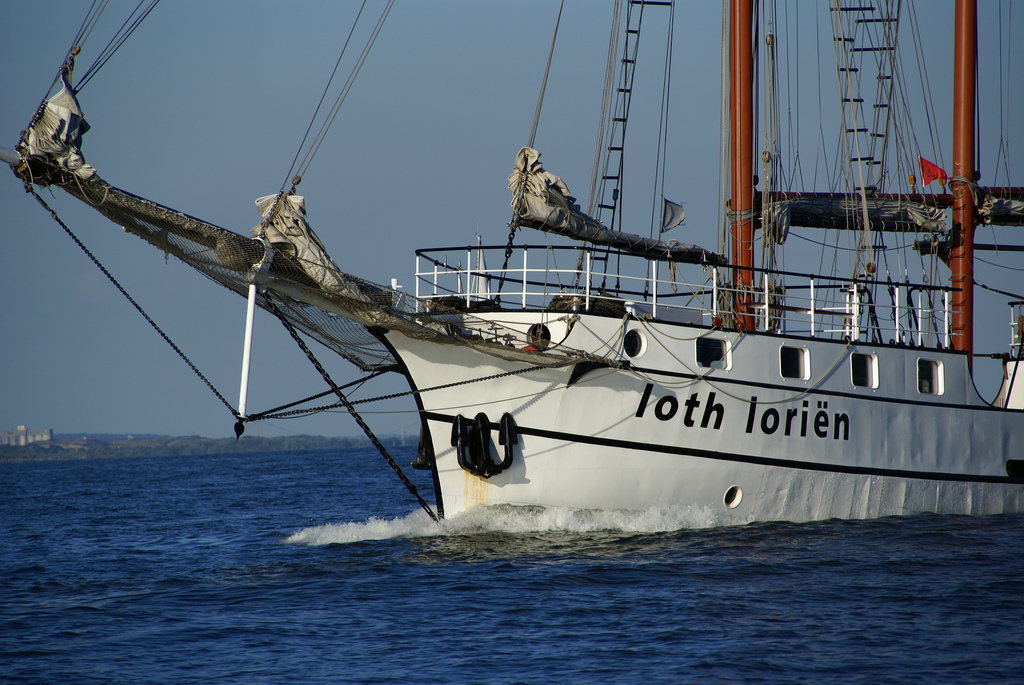
El Loth Loriën en la Armada Rouen 2008.

Fue construido en 1907, en los astilleros Asselem & Karsten del puerto noruego de Bergen, como un lugre de dos mástiles, y se dedicó a la pesca del arenque con el nombre de Njord y bandera noruega, hasta su abandono en 1944.
En 1989, tras un largo tiempo de abandono, el Njord fue adquirido por su actual propietario, Jaap van der Rest. Entre 1989 y 1991 fue transformado en un barco de lujo, con un moderno aparejo de lugre de dos palos. Entre los años 2001 y 2002 el buque fue modernizado de nuevo, cambiando totalmente su aparejo para transformar el barco en una goleta de tres mástiles. En 2009 se le han añadido cuatro velas cuadradas a su mástil delantero, con lo que su aparejo ha acabado siendo el de un bergantín-goleta de tres mástiles.
Desde su adquisición en 1989 opera habitualmente desde Kiel en el Báltico y el mar del Norte, para la compañía de cruceros de Van der Rest, que dispone de este bergantín-goleta y de la goleta de velacho de dos palos J. R. Tolkien.

## Características actuales
El bergantín-goleta Loth Loriën desplaza 148 toneladas. Su casco es de acero, de 47,50 o 48 metros de eslora, 5,80 m de manga, 37,60 m de quilla y 2,80 m de puntal.
Está arbolado con tres mástiles de 30 m de altura máxima que soportan 450 m² de velamen. Como propulsión complementaria dispone de un motor diésel Deutz 716 de 365 HP.
Para su uso actual de barco de recreo dispone de 10 camarotes con ducha y baño, capaces para 34 pasajeros (6x4 + 2x3 + 2x2), y un salón para 50 comensales. Puede ser empleado para grupos de entre 20 y 90 pasajeros.